# Inscripción de Bitola

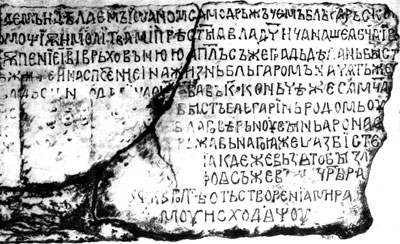
La inscripción de Bitola.

La inscripción de Bitola es una inscripción medieval de piedra escrita en antiguo eslavo eclesiástico. Fue encontrada en 1956 durante la demolición de una antigua mezquita otomana en la ciudad de Bitola, Macedonia del Norte y que se conserva en el Instituto y Museo de Bitola monumento epigráfico como «una placa de mármol con letras cirílicas de Ioan Vladislav de 1015/17». El texto conmemora el fortalecimiento de las obras en la fortaleza de Bitola bajo un tal zar Iván. Se cree que data aproximadamente de 1015 y el monarca en cuestión es el zar Iván Vladislav de Bulgaria. Según algunos estudiosos, la inscripción data del siglo XIII, en cuyo caso sería el zar Iván Asen de Bulgaria.

## Texto
El texto de la inscripción está parcialmente dañado. El texto, con algunas conjeturas hechas por Vladimir Moshin y Iordan Zaimov de reconstruir las partes dañadas, dice lo siguiente:

† Въ лѣто Ѕ ҃Ф ҃К ҃Г ҃ отъ створенїа мира обнови сѧ съ градь зидаемъ и дѣлаемъ Їѡаном самодрьжъцемъ блъгарьскомь и помощїѫ и молїтвамї прѣс ҃тыѧ влад ҃чицѧ нашеѧ Б ҃чѧ ї въз()стѫпенїе І ҃В ҃ i връховънюю ап ҃лъсъ же градь дѣлань бысть на ѹбѣжище и на сп҃сенѥ ї на жизнь бльгаромъ начѧть же бысть градь сь Битола м ҃ца окто ҃вра въ К ҃. Конъчѣ же сѧ м ҃ца ... исходѧща съ самодрьжъць быстъ бльгарїнь родомь ѹнѹкъ Николы же ї Риѱимиѧ благовѣрьнѹ сынь Арона Самоила же брата сѫща ц ҃рѣ самодрьжавьнаго ꙗже i разбїсте въ Щїпонѣ грьчьскѫ воїскѫ ц ҃рѣ Васїлїа кде же взѧто бы злато ... фоѧ съжев ... ц҃рь разбїенъ бы ц҃рѣмь Васїлїемь Ѕ ҃Ф ҃К ҃В ҃ г. лтѣ оть створенїѧ мира ... їѹ съп() лѣтѹ семѹ и сходѧщѹ .
En el año 6523 (1015) desde la creación del mundo, esta fortaleza, construida y hecha por Iván, el zar de Bulgaria, fue renovada con la ayuda y las oraciones de La Virgen Santísima y por intercesión de sus doce supremos Apóstoles. La fortaleza fue construida como refugio y para la salvación de las vidas de los búlgaros. El trabajo en la fortaleza de Bitola comenzó en día veinte del mes de octubre y finalizó en el [...] Este zar fue búlgaro por nacimiento, nieto de los piadosos Nicolás y Ripsime, hijo de Aarón, que era hermano de Samuel, el zar de Bulgaria, los dos que derrotaron al ejército griego del emperador Basilio II en Stipone donde el oro fue tomado [...] y en [...]este zar fue derrotado por el emperador Basilio en 6522 (1014) desde la creación del mundo en Klyutch y murió a finales del verano.